# TechRadar
TechRadar és una publicació en línia propietat de Future plc i centrada en la tecnologia. Compta amb equips editorials als EUA, el Regne Unit i Austràlia i ofereix notícies i ressenyes de productes i gadgets tecnològics. Va ser llançat el 2008 i es va expandir als Estats Units el gener de 2012, celebrant una festa de llançament esquitxada al club Tao a The Venetian Hotel durant l'espectacle CES el 2013. Es va expandir encara més a Austràlia l'octubre de 2012. Va ser el lloc de tecnologia, notícies i ressenyes de consum més gran del Regne Unit a partir del 2013.
TechRadar també té versions amb llicència a Itàlia, Espanya, Alemanya, França, Noruega, Suècia, Dinamarca, Finlàndia, els Països Baixos i Bèlgica. Les versions de l'Índia i l'Orient Mitjà del lloc es van tancar l'octubre de 2022. També té dos llocs derivats, TechRadar Pro i TechRadar Gaming.
TechRadar és propietat de Future plc, la sisena editorial més gran del Regne Unit. El quart trimestre de 2017, TechRadar va entrar al top 100 del rànquing de publicacions de mitjans dels EUA de Similarweb com el 93è lloc de mitjans més gran dels Estats Units.
El 2023, TechRadar es va sotmetre a un redisseny important, que la companyia va descriure com un rellançament. El redisseny tenia com a objectiu millorar la navegació dels usuaris, amb un canvi de la navegació de tipus història a la navegació basada en categories de productes.

## Editors
Lance Ulanoff és l'actual editor en cap dels Estats Units i Marc McLaren és l'editor en cap del Regne Unit. Els editors anteriors inclouen Paul Douglas, Gareth Beavis, Darren Murph, Patrick Goss i Marc Chacksfield.

## TechRadar Pro
TechRadar Pro, un braç del lloc principal, és una propietat centrada en b2b amb èmfasi en les petites empreses. La submarca "actua com una font d'informació complementària dirigida específicament a les empreses i els que prenen decisions", diu la companyia. Una propietat relacionada, 5GRadar.com, se centra en la indústria mòbil.

## TechRadar Gaming
L'extensió de marca més nova, TechRadar Gaming, o TRG, es va llançar el 17 de desembre de 2021 i té com a objectiu "seure a la intersecció del maquinari i els jocs, aprofitant els punts forts de les marques existents per oferir la millor experiència al públic dels jocs". Actualment, l'editor en cap és Jake Tucker. L'empresa va descriure una jornada de contractació relacionada per al lloc com "la inversió més gran en jocs en una dècada".